# この男子、魔法がお仕事です。
『この男子、魔法がお仕事です。』（このだんし まほうがおしごとです）は、2016年2月に放映された日本のテレビアニメ作品。
山本蒼美が手掛ける「この男（このだん）。シリーズ」第5弾で、初のテレビアニメ作品となる。映像制作にはコンピュータソフト「Live2D」を使用する。
ULTRA SUPER ANIME TIMEのショートアニメ枠として4回に分割して放送する。そのため、オープニングは劇中シーンを挿入する形となる。

## 登場人物
神島 千晴（かしま ちはる）
声 - 小野友樹
主人公。魔法局・危機対策課で隊長を務める、国家公務員で魔法使いの28歳。
内海 十四日（うつみ とよひ）
声 - 八代拓
フリーターの21歳。バーで千晴と知り合い意気投合、その帰り際に彼に「恋しちゃいました」と告白する。
マスター
声 - 仲台吉一
千晴の行きつけのバー「メメントモリ」のマスターで、彼の元同僚。
蔵王（ざおう）
声 - 桑畑裕輔
千晴の同期で、人事課に勤務する。
高宮（たかみや）
声 - 滑川洋平
千晴の部下。
甲山（こうやま）
声 - 塙愛美
同上。
黒瀬（くろせ）
声 - 稲垣拓哉
同上。

## スタッフ
- 監督・原作・キャラクターデザイン・色彩設定・撮影 - 山本蒼美
- 音響監督 - 山田陽
- 音楽 - エイプリルズ
- 協力 - Live2D、ウルトラスーパーピクチャーズ、白舟籇書教壇
- エグゼクティブプロデューサー - 川口典孝
- プロデューサー - 酒井雄一
- 企画・制作 - コミックス・ウェーブ・フィルム
- 製作著作 - 山本蒼美、コミックス・ウェーブ・フィルム

## 主題歌
「汝の言霊」（きみのことば）
作詞・作曲・歌 - 蒼井翔太 / 編曲 - 藤間仁（Elements Garden）

## 放送局
| 放送期間               | 放送時間                     | 放送局   | 対象地域 | 備考                                    |
| ---------------------- | ---------------------------- | -------- | -------- | --------------------------------------- |
| 2016年2月5日 - 2月26日 | 金曜 23:00 - 23:30           | TOKYO MX | 東京都   | 『ULTRA SUPER ANIME TIME』枠内（3枠目） |
| 2016年2月8日 - 2月29日 | 月曜 1:00 - 1:30（日曜深夜） | BS11     | 日本全域 | 『ULTRA SUPER ANIME TIME』枠内（3枠目） |

## 各話リスト
| 話数  | サブタイトル | 脚本     | 絵コンテ | 演出     | 作画監督 |
| ----- | ------------ | -------- | -------- | -------- | -------- |
| 第1話 | 突然の告白   | 山本蒼美 | 山本蒼美 | 山本蒼美 | 山本蒼美 |
| 第2話 | 二人の夢     | 山本蒼美 | 山本蒼美 | 山本蒼美 | 山本蒼美 |
| 第3話 | デートと悪夢 | 山本蒼美 | 山本蒼美 | 山本蒼美 | 山本蒼美 |
| 第4話 | 魔法の呪縛   | 山本蒼美 | 山本蒼美 | 山本蒼美 | 山本蒼美 |